# Poliominó

Existen 18 pentominós, de los cuales hay 6 pares especulares.

Un poliminó o poliominó es un objeto geométrico obtenido al unir varios cuadrados o celdas del mismo tamaño
de forma que cada par de celdas vecinas compartan un lado. Los poliominós son, por tanto, un caso especial de poliformas.
El término poliominó (inglés: polyomino) se origina en una conferencia de Solomon Golomb en el Harvard Mathematics Club en 1953, que fue publicada posteriormente en el American Mathematical Monthly y en el ejemplar de mayo de 1957 de Scientific American.
Los poliominós son una generalización de la forma de un dominó, consistente en dos cuadrados unidos por un lado (sin prestar atención al contenido de los mismos).

## Nomenclatura

Un heptominó (7 celdas) con agujero.

Existen diferentes traducciones para los nombres de los diferentes poliminós, aunque a grandes rasgos todos ellos son derivados del prefijo griego correspondiente al número de celdas que forman la figura. 
| número de piezas: | 1        | 2      | 3       | 4         | 5         | 6        | 7         | 8        | 9        | 10       | arbitrario |
| nombre:           | monominó | dominó | trominó | tetrominó | pentominó | hexominó | heptominó | octominó | nonominó | decominó | poliominó  |

Por ejemplo, el prefijo griego que indica el número tres es tri-, por lo que las poliminós obtenidos al unir tres celdas se llaman trominós (inglés: trominoes), siguiendo la sustitución del prefijo di- por do- en el nombre de los dominós (inglés: dominoes).
No es infrecuente encontrar en la literatura variantes de estos nombres, siendo la más común el uso del prefijo griego sin cambio. Por ejemplo, un poliminó de 5 cuadrados puede aparecer como pentominó pero también como pentominó. Una nomenclatura alternativa aparece en la siguiente tabla.
| número de piezas: | 1        | 2      | 3       | 4         | 5         | 6        | 7         | 8        | 9        | 10       | arbitrario |
| nombre:           | monominó | dominó | trominó | tetrominó | pentominó | hexominó | heptominó | octominó | nonominó | decominó | poliominó  |

Sin embargo, en ocasiones es posible encontrar otras variantes. Por ejemplo un trominó
es nombrado en ocasiones como triominó.

## Enumeración de poliominós

Todos estos poliominós tienen la misma forma pues cualquier par se puede hacer corresponder mediante una rotación o una reflexión.

Se desconoce aún una fórmula que determine el número de poliominós (es decir, de formas diferentes) con una cantidad determinada de celdas. 
Al numerar poliminós se suelen considerar como de una misma forma aquellos poliominós obtenidos mediante rotaciones o simetrías. Adicionalmente, se consideran diferentes subclases de poliominós:
- Poliominós libres: Son aquellos que no tienen restricción alguna, excepto considerar como iguales aquellas formas obtenidas mediante reflexión o rotación.
- Poliominós (libres) sin agujeros: Cuando el número de celdas incrementa, es posible que aparezcan poliominós con agujeros. Esta clase de poliominós son aquellos donde las formas con agujeros no son permitidas.
- Poliominós unilaterales: A diferencia de los poliominós libres, aquí solo se consideran iguales formas obtenidas mediante rotación pero no mediante reflexión. Por ejemplo en la figura anterior, los cuatro poliominós de la derecha son diferentes a los cuatro de la izquierda si se consideran como poliominós unilaterales.
- Poliominós fijos: En esta clase nunca se consideran iguales a menos que realmente lo sean, es decir, no tienen restricciones (las formas obtenidas por rotación o reflexión se consideran diferentes)

| n  | nombre               | libres (sucesión A000105 en OEIS) | libre con agujeros (A001419) | libre sin agujeros (A000104) | unilaterales (A000988) | fijos ({\displaystyle A_{n}}, A001168) |
| -- | -------------------- | --------------------------------- | ---------------------------- | ---------------------------- | ---------------------- | -------------------------------------- |
| 1  | monominó             | 1                                 | 0                            | 1                            | 1                      | 1                                      |
| 2  | dominó               | 1                                 | 0                            | 1                            | 1                      | 2                                      |
| 3  | trominó o triomino   | 2                                 | 0                            | 2                            | 2                      | 6                                      |
| 4  | tetrominó            | 5                                 | 0                            | 5                            | 7                      | 19                                     |
| 5  | pentominó            | 12                                | 0                            | 12                           | 18                     | 63                                     |
| 6  | hexominó             | 35                                | 0                            | 35                           | 60                     | 216                                    |
| 7  | heptominó            | 108                               | 1                            | 107                          | 196                    | 760                                    |
| 8  | octominó             | 369                               | 6                            | 363                          | 704                    | 2,725                                  |
| 9  | nonominó o enneominó | 1,285                             | 37                           | 1,248                        | 2,500                  | 9,910                                  |
| 10 | decominó             | 4,655                             | 195                          | 4,460                        | 9,189                  | 36,446                                 |
| 11 | undecominó           | 17,073                            | 979                          | 16,094                       | 33,896                 | 135,268                                |
| 12 | dodecominó           | 63,600                            | 4,663                        | 58,937                       | 126,759                | 505,861                                |